# Harfonie
Le Harfonie sono un duo musicale austriaco formato nel 2014 da Hanna Maizner e Nora-Marie Baumann.

## Carriera
Hanna Mainzer e Nora-Marie Baumann provengono dal villaggio di Ranggen vicino a Innsbruck, in Tirolo. Entrambe hanno iniziato la loro formazione musicale all'età di cinque anni: la prima suona l'arpa, mentre la seconda è violinista. In aggiunta, suonano anche la chitarra e il clarinetto.
Nel 2014, all'età rispettivamente di 15 e di 13 anni, hanno partecipato alle audizioni per la quarta edizione del talent show Die große Chance. Nella finale del 7 novembre hanno cantato la loro canzone inedita Open Your Eyes. Sono risultate le vincitrici del televoto finale e quindi dell'intero programma.
Il loro brano è stato pubblicato come singolo, e ha raggiunto il 6º posto nella Ö3 Austria Top 40, la classifica austriaca. È stato seguito il mese successivo da un secondo singolo, Light Up, che ha raggiunto la 10ª posizione. Nel 2016 è uscito Butterflies (60º posto in classifica) che ha anticipato l'album di debutto delle ragazze, Crystal, uscito il 30 settembre successivo. Il disco ha raggiunto la 3ª posizione nella classifica austriaca degli album.

## Formazione
- Hanna Maizner – voce, arpa
- Nora-Marie Baumann – voce, violino

## Discografia

### Album in studio
- 2016 – Crystal

### Singoli
- 2014 – Open Your Eyes
- 2014 – Light Up
- 2015 – Little Bit More
- 2016 – Butterflies
- 2016 – Danke
- 2017 – Crystal